# Marc Dann

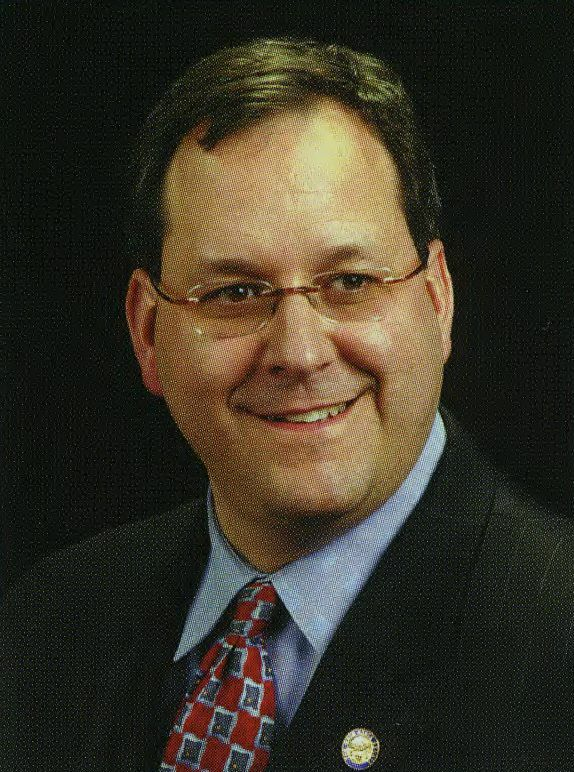
Marc Dann (2006)

Marc Edward Dann (* 12. März 1962 in Evanston, Illinois) ist ein US-amerikanischer Jurist und Politiker der Demokratischen Partei. Er war von 2007 bis 2008 Attorney General von Ohio. Ferner ist er jüdischer Abstammung.

## Werdegang
Marc Edward Dann wurde 1962 im Cook County geboren. Über seine Jugendjahre ist nichts bekannt. Er machte 1984 einen Bachelor of Arts in Geschichte an der University of Michigan und 1987 einen Juris Doctor an der Case Western Reserve University. Nach dem Erhalt seiner Zulassung als Anwalt begann er in Youngstown (Ohio) zu praktizieren. Dann betrieb von 1991 bis 1999 mit einem anderen Anwalt die Kanzlei Betraz & Dann und von 1999 bis 2007 mit wiederum einem anderen Anwalt die Kanzlei Dann & Falgiani in Youngstown. 2000 kandidierte er für einen Sitz im Senat von Ohio, erlitt aber eine Niederlage gegenüber dem demokratischen Parteikollegen Tim Ryan. Dann saß von 2001 bis 2002 im Liberty Local School District Board of Education. Bei den Wahlen im Jahr 2002 wurde Ryan in den 108. US-Kongress gewählt. Daraufhin wurde Dann in den Senat von Ohio berufen, um die Vakanz zu füllen, die durch den Weggang von Ryan entstand. Er wurde dann 2004 für eine volle Amtszeit in den Senat gewählt und war dort bis 2007 tätig.
Am 14. November 2005 kündigte Dann seine Kandidatur für das Amt des Attorney General von Ohio an. Er gewann die demokratischen Vorwahlen im Jahr 2006 mit 71 % der Stimmen gegenüber dem früheren Director of Law in der City of Cleveland Subodh Chandra. Bei den folgenden Wahlen im November 2006 besiegte er die Auditor of State von Ohio Betty Montgomery, eine frühere Attorney General von Ohio. Dann erhielt 2,04 Millionen Stimmen, wohingegen auf Montgomery 1,83 Millionen Stimmen entfielen. Er holte riesige Stimmenzuwächse in traditionell republikanischen Gebieten. In diesem Zusammenhang gewann er auch die Bellwether-Counties: Franklin und Stark. Dann legte am 8. Januar 2007 seinen Amtseid als 47. Attorney General von Ohio ab.
Ein Sexskandal während seiner Amtszeit als Attorney General führte schließlich zu seinem Rücktritt. Im April 2008 schickte Dann den Communications Director Leo Jennings in den bezahlen Zwangsurlaub bis zum Ausgang einer laufenden Ermittlung in seiner Behörde. Im Fokus der Ermittlung standen Vorwürfe von sexueller Belästigung von zwei Frauen, Cindy Standoski und Vanessa Stout, die unter dem Director of General Services Anthony Gutierrez arbeiteten. Gutierrez wurde daraufhin bis zum Abschluss der Ermittlung auch in den bezahlten Zwangsurlaub geschickt. Die weiblichen Angestellten behaupteten, dass Gutierrez sie mehrfach sexuell belästigt hatte.
Infolge der Ermittlung stimmte Dann bedingt zu E-Mails zwischen ihm und seiner früheren Terminplanerin, Jessica Utovich, herauszugeben. Im Alter von 28 Jahren begann Utovich bei Dann als seine Terminplanerin zu arbeiten, erhielt aber Ende 2007 die Stelle als Director of Travel. Nach ihrem Wechsel bekam Utovich eine 27 %ige Gehaltserhöhung. In der Folgezeit gab Dann zu, eine außerehrliche Beziehung mit Utovich geführt zu haben. Utovich trat in jener Zeit freiwillig von ihrem Posten zurück ohne ein Grund anzugeben. Infolge der Resultate der Ermittlung wurden Jennings und Gutierrez gefeuert. Die Ermittler stellten fest, dass sich Gutierrez der sexuellen Belästigung schuldig gemacht hatte und Jennings des versuchten Meineids unter Eid. Ferner stellten die Ermittler fest, dass Gutierrez unter Einflussnahme von Alkohol und anderen Drogen Auto gefahren war. Der Bericht führte einen Vorfall auf. Gutierrez soll mit anderen Mitarbeitern getrunken und danach ein Staatsfahrzeug gefahren haben. Während der Ermittlung wurde auch die Wahlkampffinanzierung von Dann überprüft. Infolgedessen trat Dann im Mai 2008 nach 17 Monaten im Amt von seinem Posten als Attorney General zurück.
Danach war er als Anwalt in der Kanzlei Dann, Doberdruk & Harshman in Cleveland tätig.
Am 20. November 2012 hat ihn das Supreme Court of Ohio wegen der Aufforderung sittenwidriger Zahlungen und der Einreichung falscher finanzieller Angaben während seiner Zeit als Attorney General von Ohio zu einer Zahlung von 1.000 US-Dollar und 500 Stunden gemeinnütziger Arbeit verurteilt. Ferner wurde ihm die Zulassung als Anwalt für sechs Monate entzogen. Am 11. Juni 2013 wurde ihm die Zulassung wieder zuerkannt.

## Familie
Am 30. August 1987 heiratete er Alyssa Lenhoff. Das Paar hat drei Kinder: Charlie, Mavilya und Jessie. Im April 2010 erfolgte die Scheidung.